# 李文宗
李文宗（1958年10月7日—），中華民國政治人物，曾任臺北大眾捷運股份有限公司董事長。

## 生平

### 早年
李文宗於高中時期就讀臺灣省立新竹高級中學，是柯文哲的高中同學，並於1970年畢業於大同大學電機工程學系，於1996年與黃興陽共同創辦矽格股份有限公司（該公司於2003年上市），亦曾任漢友創業投資股份有限公司技術長。

### 出任公職
在柯文哲擔任臺北市市長期間，李文宗於2018年4月30日以個人因素辭職矽格公司自然人董事一職，5月1日起擔任台北市政府市政顧問（有給職）、並於同月起擔任市長室主任。
2019年1月23日，接任臺北大眾捷運股份有限公司董事長，直至台北市下任市長蔣萬安上任三周後，於2023年1月16日去職，在任期間讓台北捷運公司成為第一家享有員工分紅的國營事業。

### 參與民眾黨運作
2022年11月7日，由民眾黨人士組成的財團法人臺北市台灣眾望關懷基金會辦理設立登記，由李文宗擔任首任董事長，另於基金會成立不久前的10月14日，其胞妹李文娟成立木可公關行銷有限公司。
2023年至2024年初，李文宗於柯文哲參選2024年中華民國總統選舉期間，擔任其競選總部之財務長。

## 司法案件
2024年9月28日，因涉及柯文哲政治獻金案，與前鼎越開發公司董事長朱亞虎一同遭到台北地檢署聲請羈押獲准。
2024年12月27日，台北地方法院准予其交保，同日獲釋。